# Literaire salon

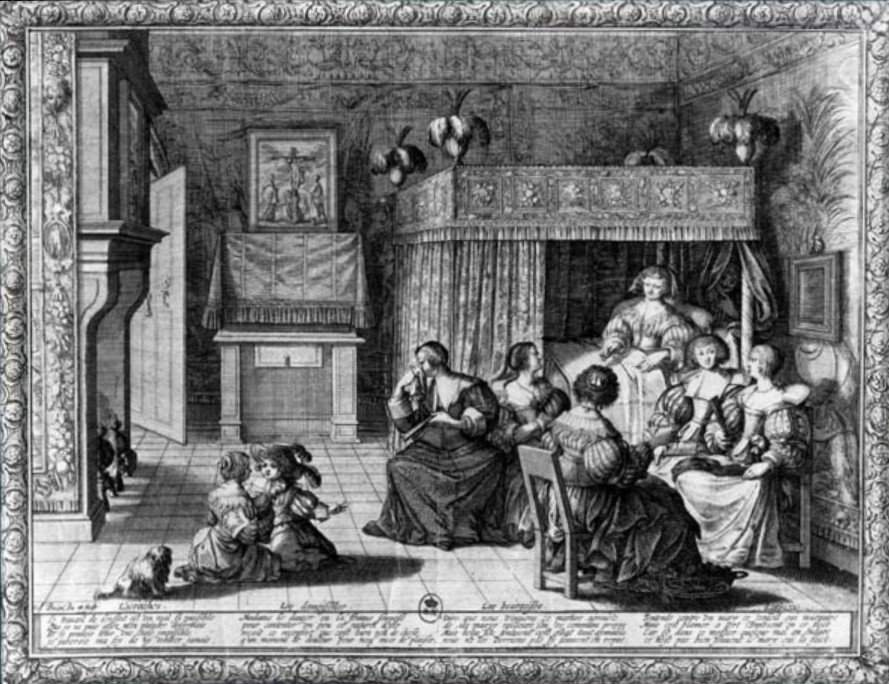
Markiezin De Rambouillet ontving haar gasten in haar Chambre Bleue (Blauwe kamer), liggend op haar dagbed, door Abraham Bosse (1604–1676)

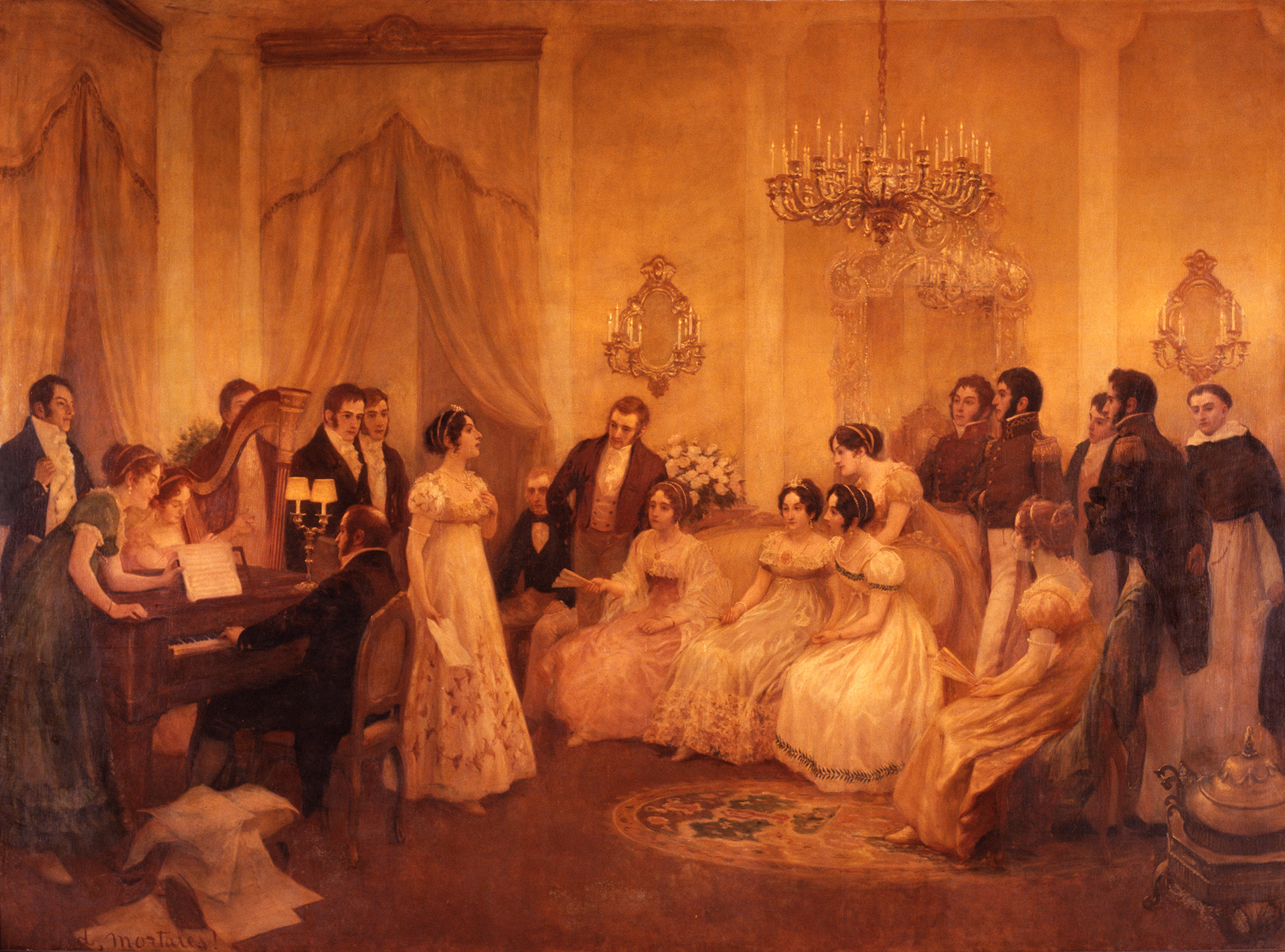
Salon van de Argentijnse salonnière Mariquita Sánchez in Buenos Aires

Een literaire salon is een regelmatig georganiseerde bijeenkomst in de privé-sfeer waarbij schrijvers, dichters, filosofen en kunstenaars elkaar, en in hun werk geïnteresseerden, ontmoeten om werk te presenteren en mede naar aanleiding daarvan zaken op het gebied van literatuur, poëzie, filosofie en andere terreinen te bespreken.
Dit soort evenementen vormde met name in de zeventiende en achttiende eeuw een belangrijk onderdeel van het sociale, politieke, culturele en wetenschappelijke leven van de gegoede burgerij in de steden van Frankrijk en in mindere mate in de rest van Europa. De salons werden veelal georganiseerd door vrouwen, die in die tijd geen betaalde banen mochten hebben of openbare functies bekleedden. Zij zochten en selecteerden voor hen aansprekende mensen en zorgden voor de samenstelling van aanwezigen. 
De term salon zelf wordt niet eerder gebruikt dan in de negentiende eeuw. Daarvoor hadden dergelijke bijeenkomsten andere namen. Ook de term salonnière  (in het Nederlands wel vertaald als "salondame" of "salonhoudster") dateert uit de negentiende eeuw.

## Andere benamingen
In de zeventiende eeuw waren er twee manieren om een dergelijke bijeenkomst te benoemen. Een was een architectonische term, die aangaf waar de bijeenkomsten gehouden werden. Bij madame de Rambouillet gebeurde dat in hoofdzaak in de ruimte tussen haar dagbed en de muur, die de naam ruelle had. Dit was een veelgebruikte benaming. Maar bij andere werd bijvoorbeeld de term chambre, cabinet of alkoof gebruikt, ook architectonische benamingen. De andere soortnaam was afgeleid van de dag in de week dat de bijeenkomsten plaatsvonden. Die van madame de Scudéry heetten bijvoorbeeld samedis.

## Geschiedenis
De literaire salon ontstond in Frankrijk aan het begin van de zeventiende eeuw, naar het voorbeeld van de Italiaanse hoven. De initiatiefnemers waren hoofdzakelijk vrouwen die zich wilden afzetten tegen de omgangscultuur aan het Franse hof. Als een van de voornaamste grondlegsters geldt Catherine de Vivonne, beter bekend als madame de Rambouillet, die haar gasten in de eerste helft van de zeventiende eeuw ontving in de Chambre Bleue van haar Parijse stadsvilla Hôtel de Rambouillet.
In de vroege zeventiende eeuw kwam uit de literaire salon bij Valentin Conrart door toedoen van kardinaal de Richelieu de Académie française tot stand. In die tijd waren ook de salons van de 'Préciosité' heel beroemd. De bijeenkomsten werden vaak op een vaste dag in de week bij iemand thuis gehouden.
In de achttiende eeuw ontwikkelde de literaire salon zich in Frankrijk tot een belangrijk medium om het literaire en politieke leven te beïnvloeden. Bekende Franse salonnières uit deze tijd zijn onder andere Julie de Lespinasse, Madame de Staël en Virginie Ancelot. Maar ook daarna en in andere Europese landen als Duitsland, Italië en Engeland en ook buiten Europa vonden vergelijkbare bijeenkomsten plaats. In Nederland was de Muiderkring enigszins vergelijkbaar. Het uitgangspunt was veelal om volgens Horatius' regels in Ars Poetica "zowel plezier te geven als te onderwijzen" (aut delectare aut prodesse). In deze tijd van de Verlichting speelden salons ook een grote rol in het ontstaan van de verlichtingsfilosofieën.
Tijdens de Franse Revolutie waren de salons van onder andere Sophie de Condorcet, Louise de Kéralio, Théroigne de Méricourt en Madame Roland belangrijke ontmoetingsplaatsen voor revolutionaire politici, journalisten en schrijvers.
De literaire salon raakte na de achttiende eeuw uit de mode. Na de Franse Revolutie en de napoleontische tijd was de invloed ervan afgenomen. Het evenement bleef wel bestaan, maar ontwikkelde zich meer als een trefpunt.

## Aanverwant
- In de negentiende eeuw werden grote jaarlijkse tentoonstellingen van schilderijen georganiseerd; deze werden ook salon genoemd, zoals de Salon van Parijs of de Salon des Refusés.